# Popa Chubby
Ted Horowitz, bolj znan pod umetniškim imenom Popa Chubby, ameriški blues rock kitarist, * 31. marec 1960, New York, Združene države Amerike.
Začel je z igranjem bobnov, po tem ko se je pri 19 letih navdušil nad glasbo skupine The Rolling Stones pa je prešel na kitaro. Igral je samostojno in z več drugimi izvajalci. Leta 1992 je sodeloval na koncertih Jamesa Browna in Chucka Berryja. Širše znan je postal leta 1995 po izdaji albuma Booty and the beast, prvega, ki je izšel pri veliki založbi. Kljub temu je še vedno bolj znan po svojih energičnih nastopih v živo.

## Diskografija
- The Hungry Years (zbirka zgodnjih posnetkov)
- Gas Money (1994)
- Booty and the Beast (1995)
- Hit the High Hard One (Live)
- The First Cuts (1996)
- One Million Broken Guitars (1997)
- Brooklyn Basement Blues (1999)
- How'd a White Boy Get the Blues? (2000)
- Flashed Back (feat. Galea) (2001)
- The Good, the Bad and the Chubby (2002)
- Live at FIP (2003)
- Popa Chubby and Friends Play Muddy, Willie and More (2003)
- Peace, Love and Respect (2004)
- Wild Live (2005)
- Big Man, Big Guitar - Popa Chubby Live (2005)
- Stealing the Devil's Guitar (2006)
- Electric Chubbyland (2006); komplet treh CD-jev
- Deliveries After Dark (2007)
- Vicious Country (2008)